# Főbérlő
A bérleményt közvetlenül a tulajdonostól bérlő személy.

## Magyarázata
Oly birtokbérlő, kinek bérlete nemcsak egy gazdaságra, hanem több gazdaságból álló uradalomra vagy több uradalomra kiterjed. A főbérlő bérbirtokát személyesen nem kezelhetvén, vagy tiszti kezelésre vagy albérletek alakítására van utalva s ebben különbözik a közönséges birtokbérlőtől, ki bérletét személyesen kezelheti. Bérbeadóra nézve a bérletnek ezen rendszere annyiban előnyös, hogy csak egy bérlővel van dolga, de hátránya, hogy a főbérlő által fizetett bér rendszerint csekélyebb, mint a birtoktestek egyenkénti bérbeadásánál elérhető bér. A főbérleti rendszer különben közgazdasági szempontokból sem előnyös, mert a földbirtok után származó jövedelem egyenletesebb megoszlásának útjában áll; különösen hátrányos pedig a főbérlettel kapcsolatos albérletek rendszere, mely a legveszélyesebb rablógazdálkodásra vezethet s mint Írország példája bizonyítja, a mezőgazdaságot a legválságosabb helyzetbe sodorhatja.

## A köznyelvben
Magánszemélyek közti ingatlanbérlés esetén elterjedt, hogy "főbérlő"-nek hívják a bérbeadót (ez legtöbbször a tulajdonos), "albérlő" névvel illetik a (fő)bérlőt, míg az albérleti konstrukció igen ritka. Ezeknek a téves elnevezések forrása, hogy a korábbi politikai rendszerben jellemző volt az albérleti rendszer.
Magyarán a szocializmusban a tulajdonos az állam volt, és a bérlő adta ki egy masik bérlőnek a lakhatás jogát.